# Романове Село
Рома́нове Село́ — село в Україні, у Байковецькій сільській громаді Тернопільського району Тернопільської області. До 2020 року адміністративний центр Романовоселівської сільської ради. Від 2020 входить до складу Байковецької сільської громади (2020). Розташоване в центрі району
Населення — 804 особи (2023).

## Географія
Через село тече річка Дзюрава, права притока Теребної.

## Символіка
Затверджена рішення сесій сільської ради №8/28/3 «Про внесення змін в рішення Байковецької сільської ради від 26.02.2021р. № 8/6/11."

### Герб
У верхній частині Герба зображено здибленого Лева. Унизу – браму, як елемент, що означає княжий тракт.
Щит вписаний в декоративний картуш і увінчаний золотою сільською короною. Унизу картуша написи 
«РОМАНОВЕ СЕЛО» і«1574» (перша письмова згадка про село).

### Прапор
Прапор села Романове Село – квадратне полотнище, на якому розміщені всі елементи герба, але без картуша і корони. На Прапорі повторюються кольори Герба.

### Тлумачення символіки
Лев – один із найстаріших та найпопулярніших символів. Він уособлення сили, мужності, великодушності. З ХІV ст. він стає основним символом Руської землі і Руського королівства. Фактично мова йде про Галицько-Волинське князівство, яким правила династія Романовичів. За легендою, поселення колись належало галицькому князеві Романові Мстиславичу: поблизу старої церкви на початку 20 ст. був хрест із написом «Земля Романа». Брама символізує княжий тракт, який у часи Київської Русі проходив через Романове Село.

## Історія

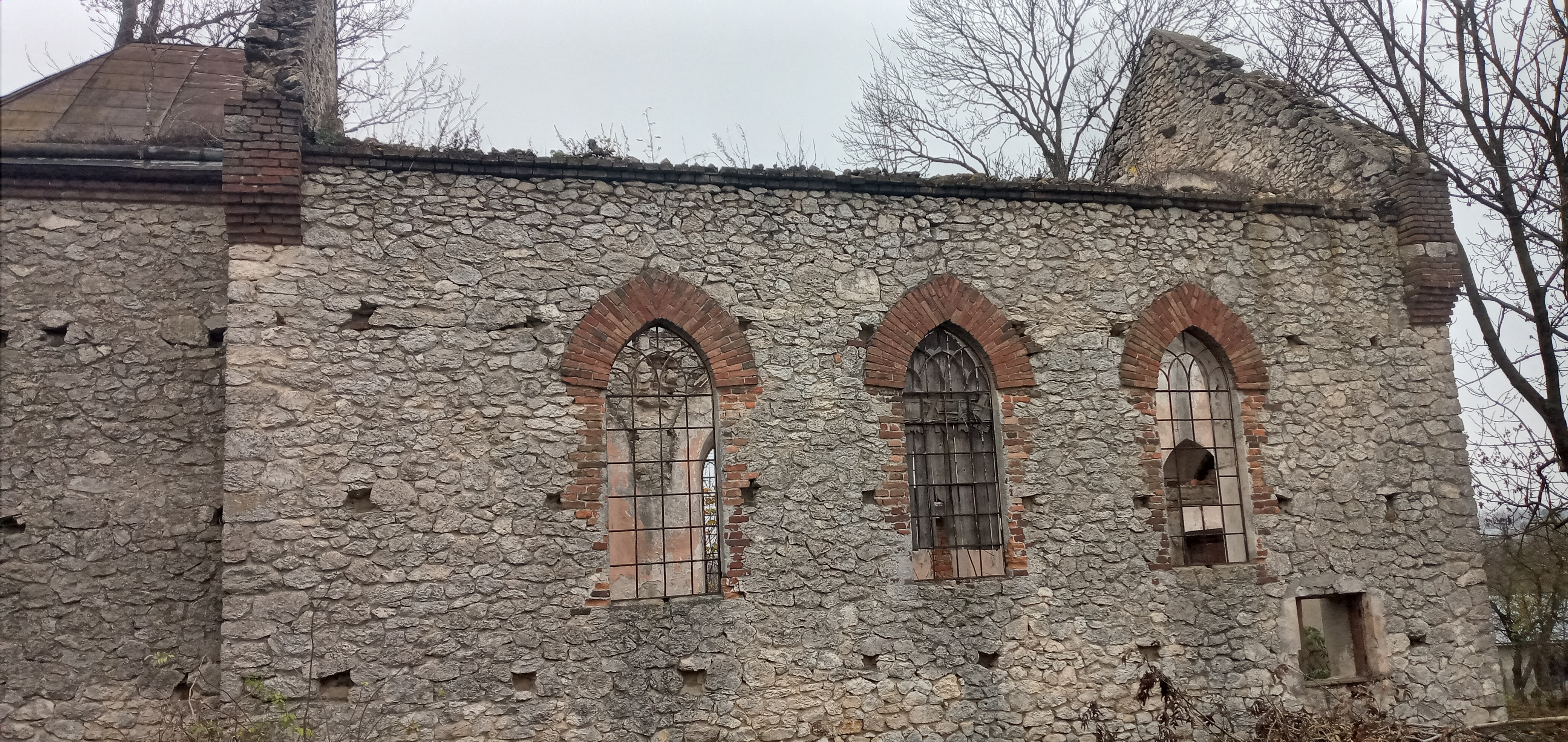
Залишки костелу в Романовому Селі

Поблизу села виявлено археологічні пам'ятки черняхівської культури. В селі помітні сліди Княжого тракту — шляху часів Русі.
Перша писемна згадка — 12 жовтня 1444 року в Актах гродських і земських галицького суду..
Діяли українські товариства «Просвіта», «Січ», «Луг», «Союз українок», «Відродження», кооперативи.
12 червня 2020 року, відповідно до розпорядження Кабінету Міністрів України № 724-р «Про визначення адміністративних центрів та затвердження територій територіальних громад Тернопільської області» увійшло до складу Байковецької сільської громади.
19 липня 2020 року, в результаті адміністративно-територіальної реформи та ліквідації Збаразького району, село увійшло до складу новоутвореного Тернопільського району.
Від лютого 2022 року діє волонтерський центр.

## Населення

### Мова
Розподіл населення за рідною мовою за даними перепису 2001 року:
| Мова       | Відсоток |
| ---------- | -------- |
| українська | 99,1%    |
| російська  | 0,9%     |

## Пам'ятки
- Є церкви Покрови Пресвятої Богородиці (1927, мурована, реставрована 1991), Вознесіння Господнього (1996), залишки костьолу, капличка.
- Споруджено пам'ятники воїнам-односельцям, полеглим у німецько-радянській війні (1965), Лесі Українці (1972), насипано символічну могилу УСС (1942, реставр. 1991).
- Ботанічна пам'ятка природи місцевого значення «Чумацька ділянка».

## Соціальна сфера
Працюють загальноосвітня школа І-ІІІ ступеня, клуб, бібліотека, ФАП, тепличний комбінат, торгові заклади.

## Відомі люди

### Народилися
- Михайло Качалуба — поет, лікар, громадський діяч
- Федір Качалуба — господарник, громадський діяч
- Ігор Яснюк — співзасновник та художній керівник гурту «Світозари».[8]

### Працювали
- господарник, громадський діяч Юрій Фецович.
- священник Григорій Хамчук (1885—1946) — душпастирював у селі в 1918—1945 роках.

## Галерея

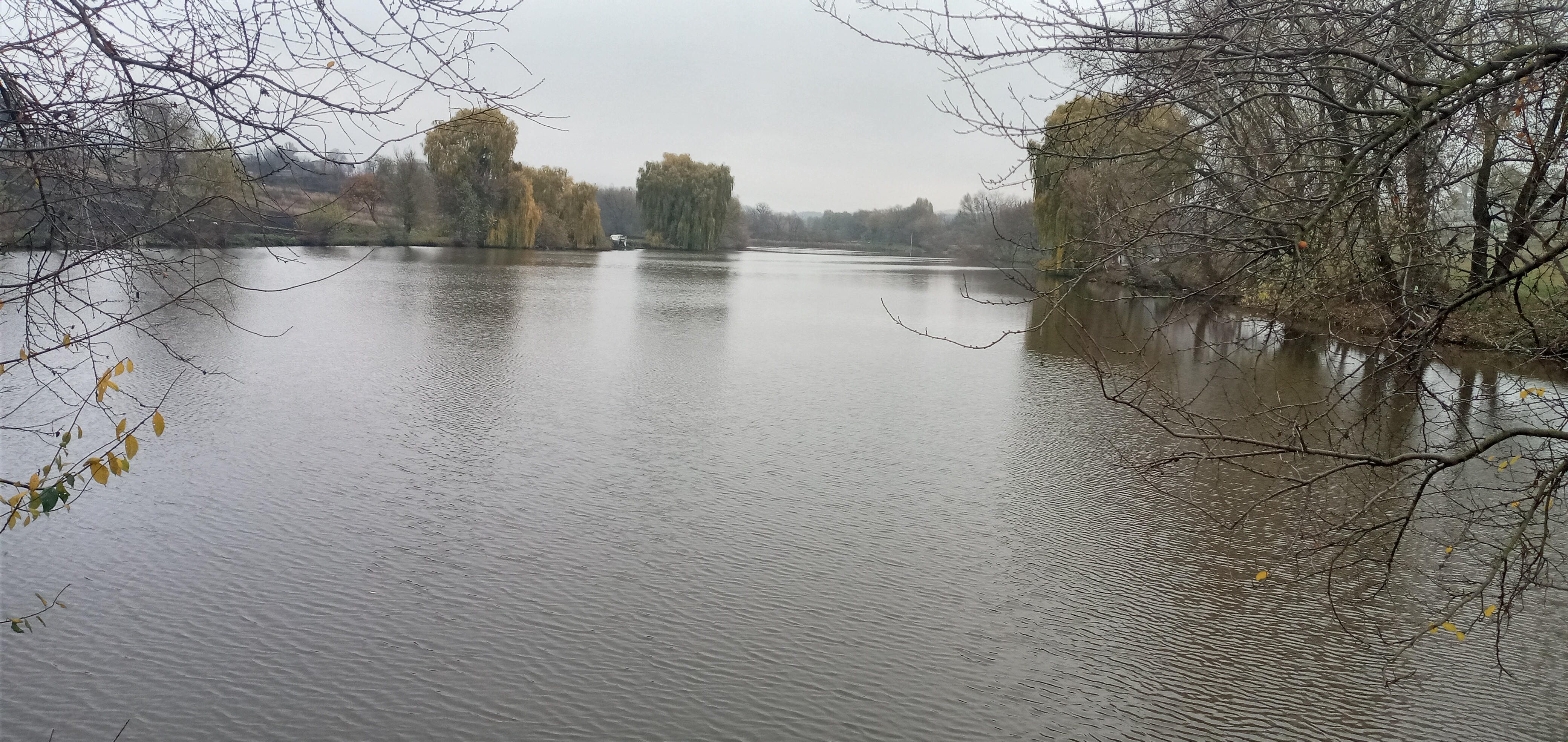
Став на річці Дзюрава
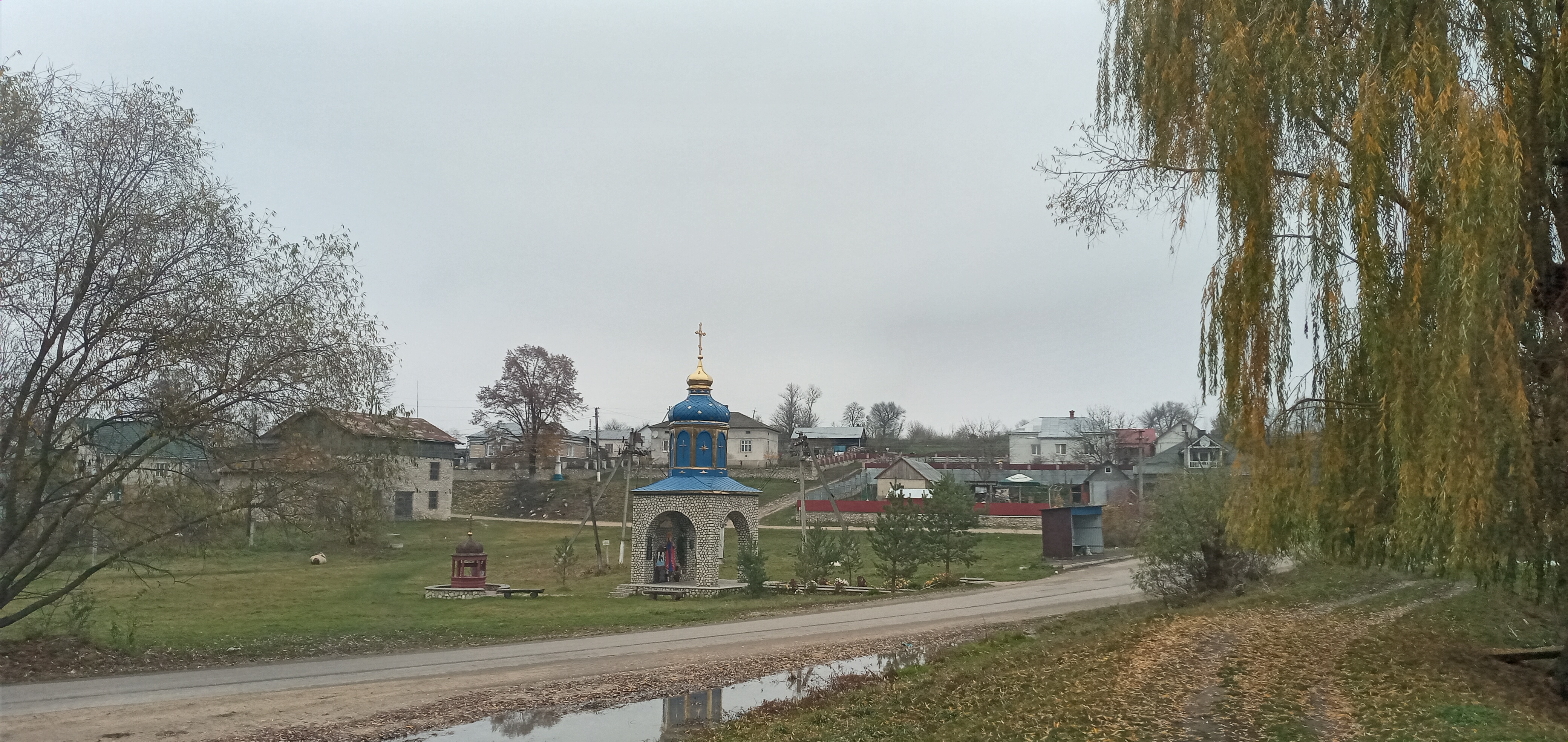
Капличка у Романовому Селі
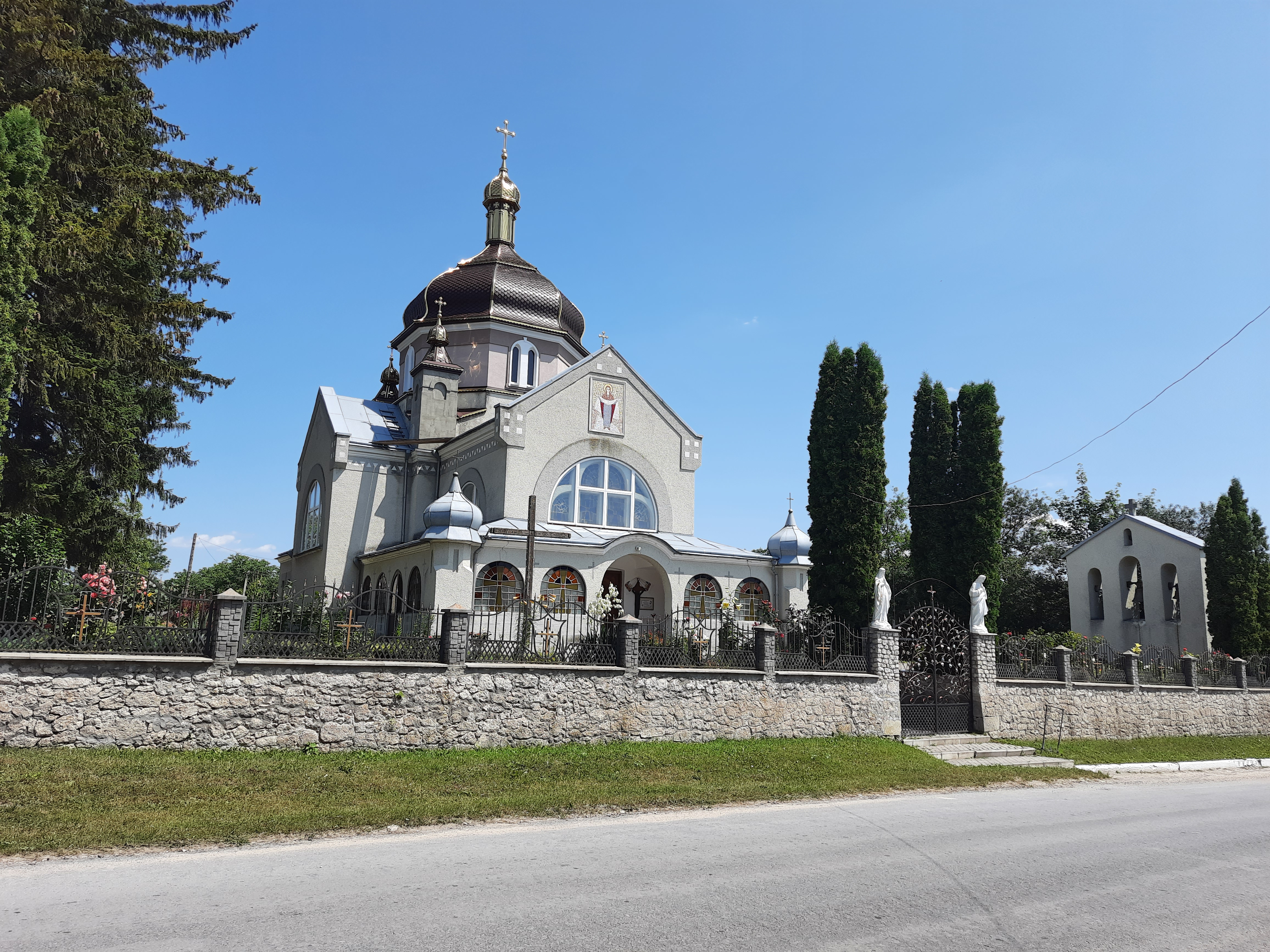
Церква Покрови Пресвятої Богородиці
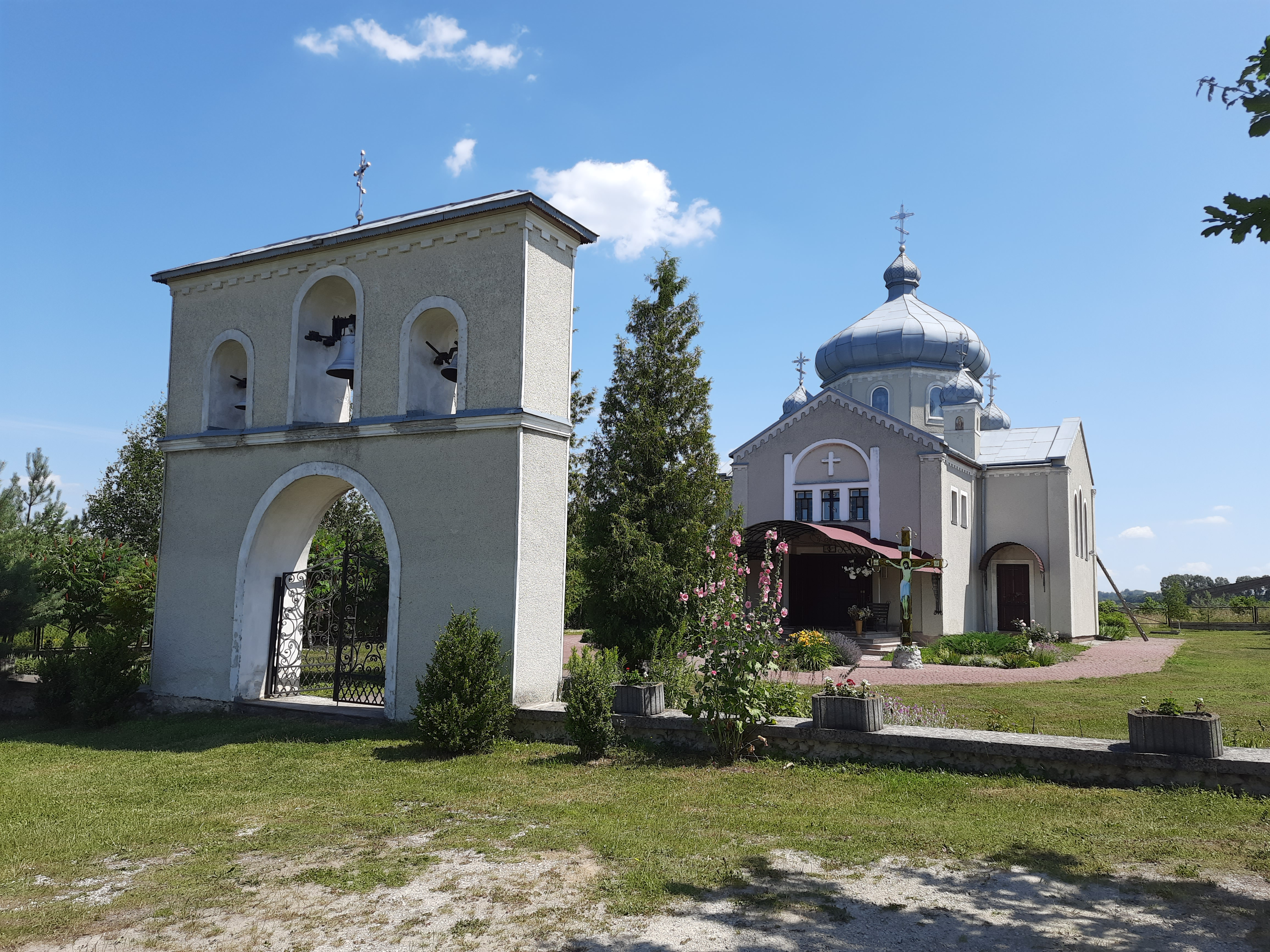
Церква Вознесіння Христового
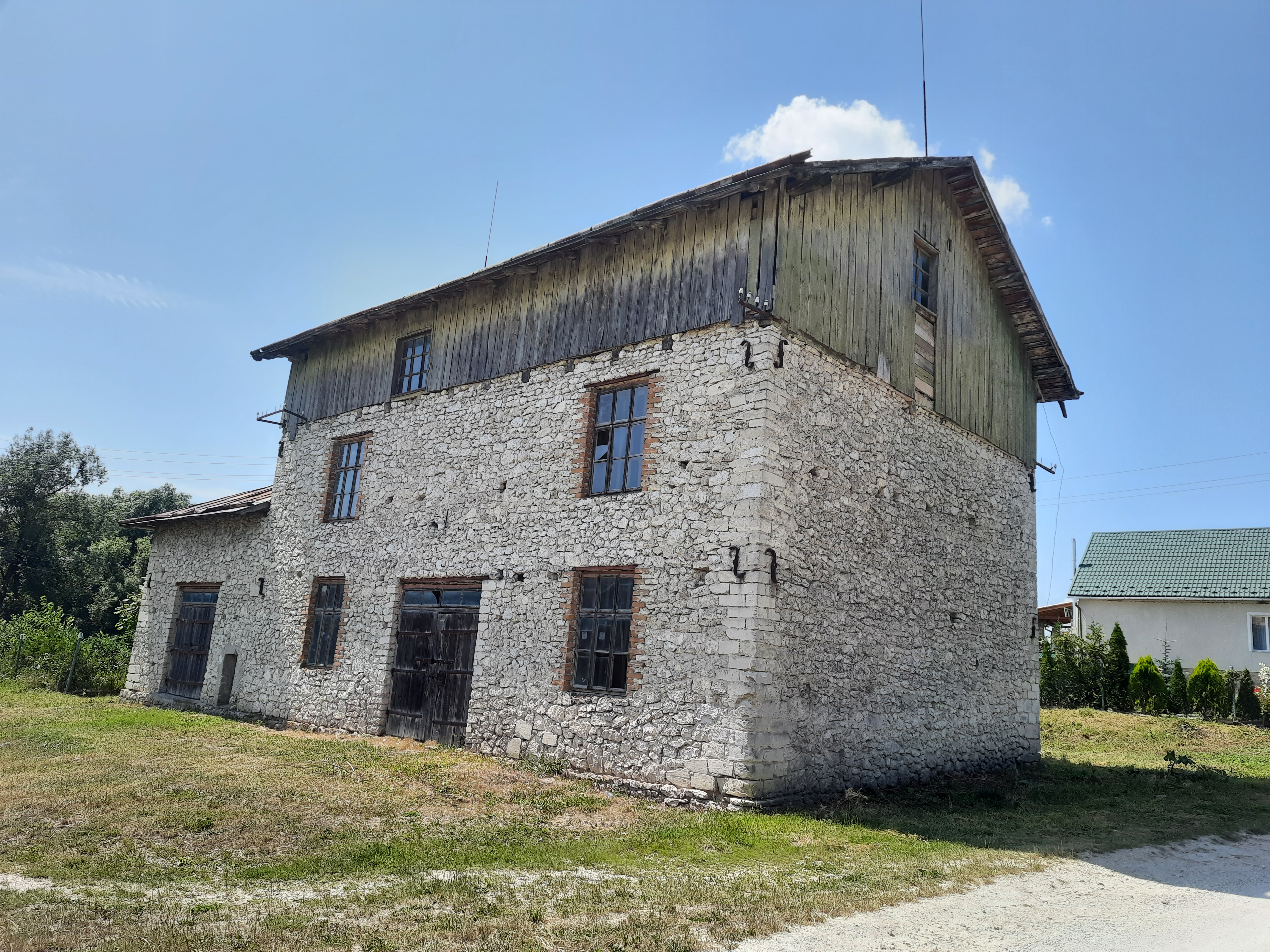
Старий млин
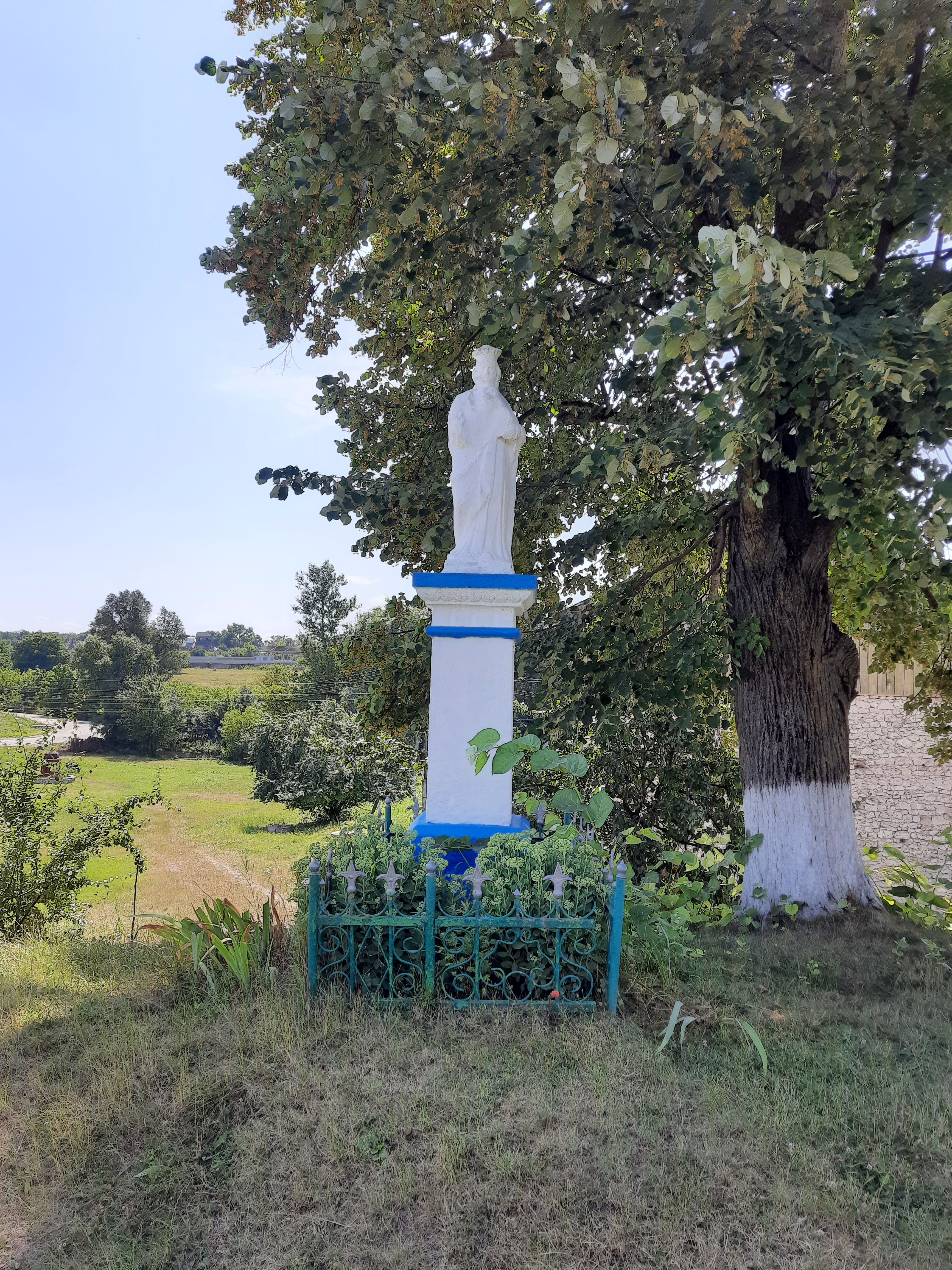
"Фігура" край дороги
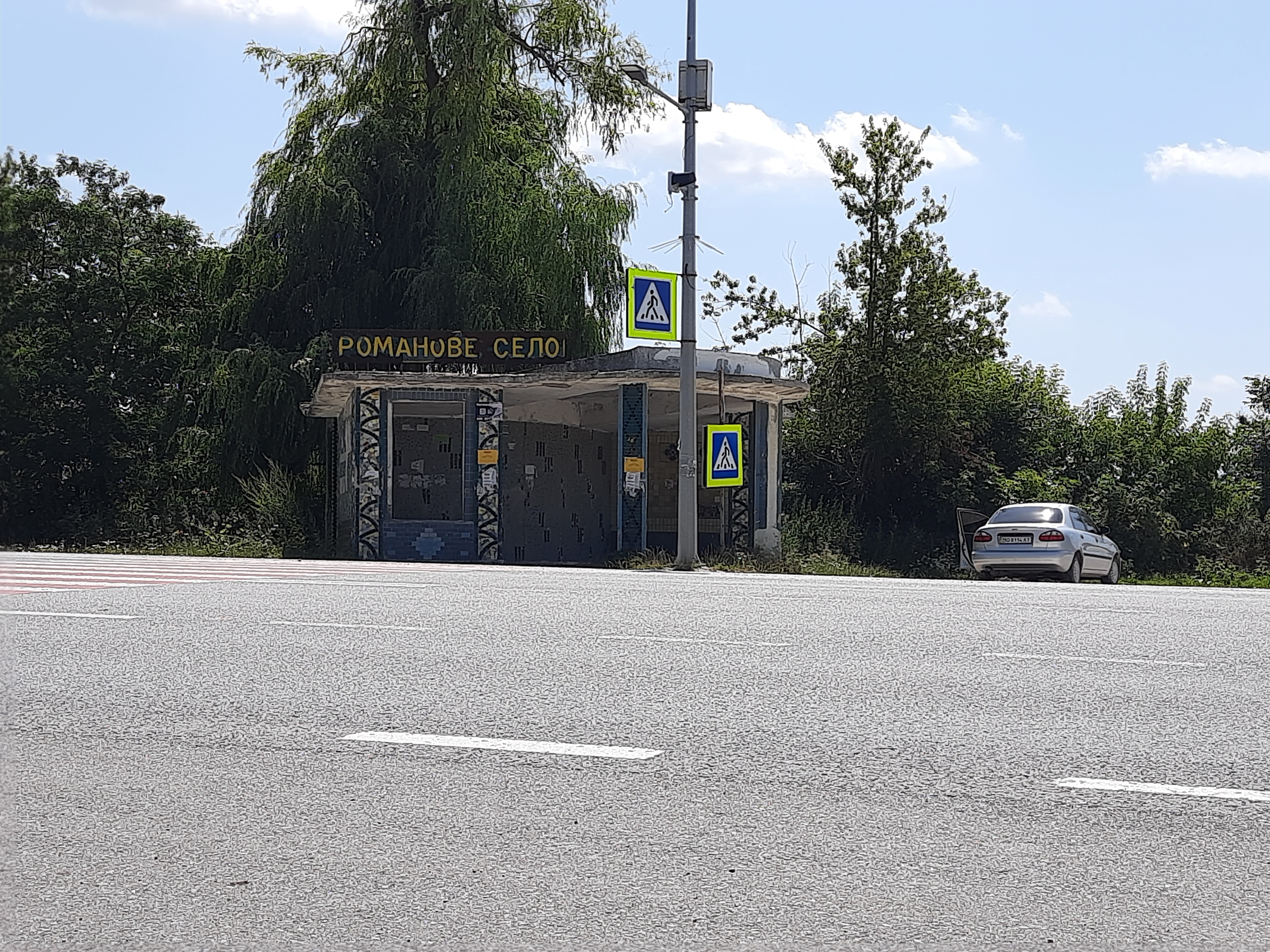
Автобусна зупинка
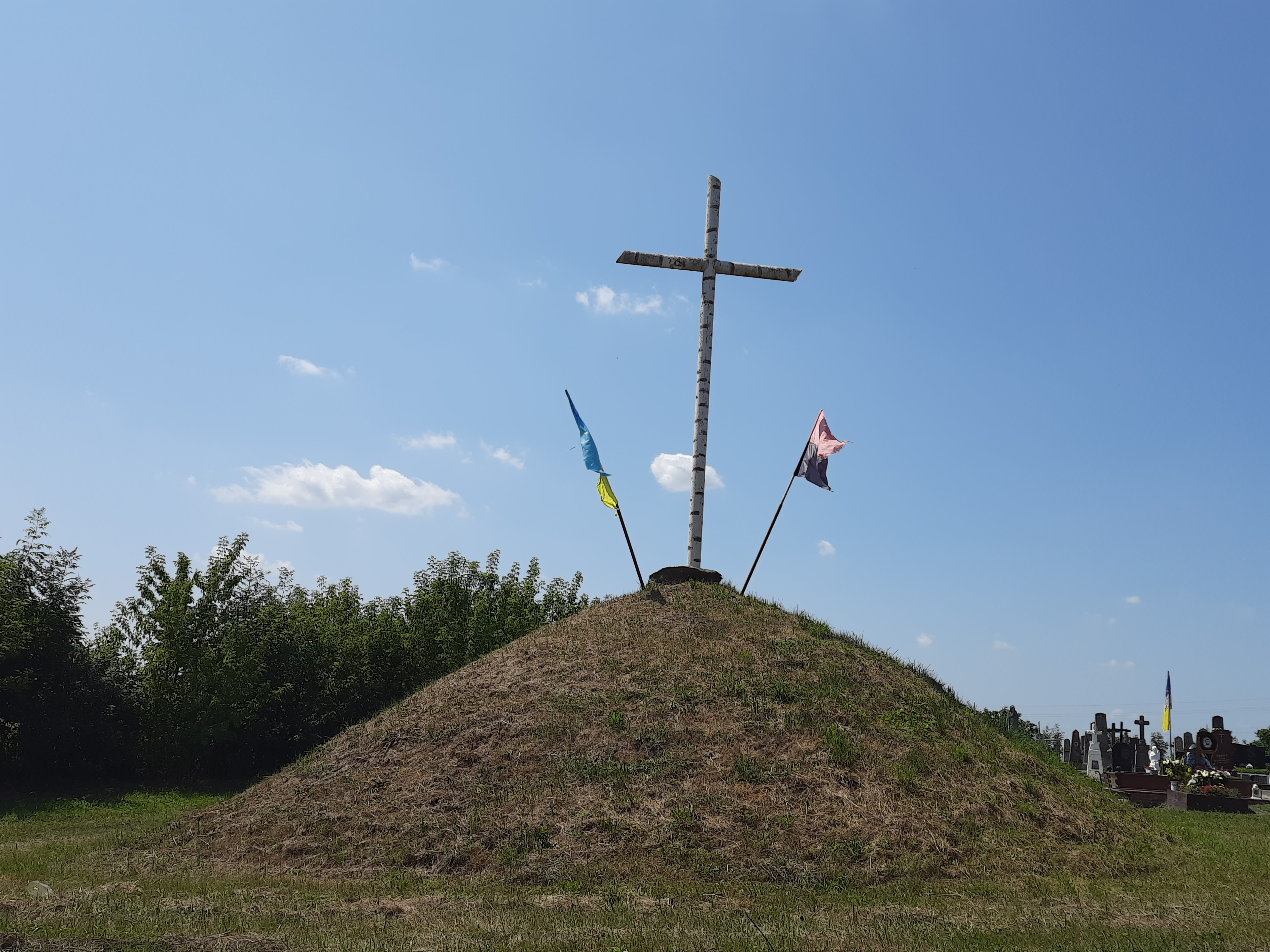
Символічна могила Борцям за волю України